# Вулиця Бидгощська (Черкаси)
Ву́лиця Бидгощська — одна з вулиць у Черкасах.

## Розташування
Починається від вулиці Пастерівської на півночі, простягається на південь, перетинаючи вулицю В'ячеслава Чорновола. Впирається в колишні яблуневі сади.

## Опис
Вулиця неширока, по 1 смузі руху в кожний бік.

## Походження назви
Вулиця була утворена як Зелена. В 1967 році була перейменована в сучасну назву на честь польського міста-побратима Бидгощ.

## Будівлі
По вулиці розташовуються Черкаський обласний інститут післядипломної освіти педагогічних працівників (ЧОІПОПП), 2 школи, Черкаська митна служба.